# دزدان دریایی ولگا

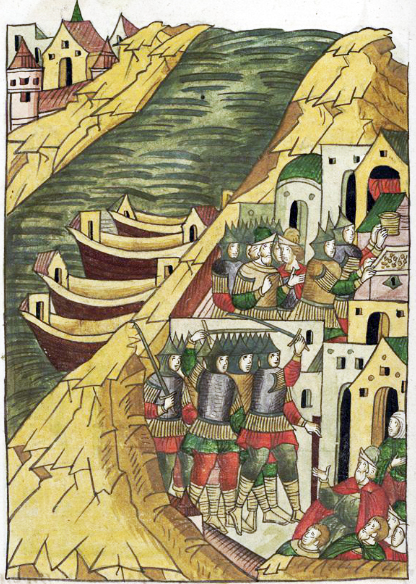
نمایی از تابلوی «اوشکوئی‌نیک‌ها در حال تسخیر کوستروما»، مینیاتوری از مجموعهٔ تواریخ مصور ایوان مخوف (قرن شانزدهم)

اوشکوئی‌نیک‌ها (به روسی: ушкуйники) دزدان دریایی نووگوردی قرون وسطی بودند که زندگی‌شان شبیه به وایکینگ‌ها از راه جنگ، آدم‌کشی و سرقت می‌گذشت. اسم اوشکوئی‌نیک از «اوشکوئی» مشتق شده است که در قرون وسطی نوعی کشتی فنلاندی موسوم به اوئیسک (به معنای لغوی مار) بود که کف آن مسطح بود و به آسانی می‌توانست از بندرگاه‌ها عبور کند. اگرچه نووگوردها پیشتر سابقه شرکت در لشکرکشی‌های تزاگارد (نام اسلاوی قسطنطنیه) در سده ده و دوازده را داشتند اما ظهور آن‌ها در هیبت یک نیروی سازماندهی‌شده اول بار در دهه ۳۱۲۰ رخ داد. با صف آرایی در قالب اسکادران‌های دریایی چند هزار اوشکوئی‌نیکی توانستند پشتیبانی خاندان بویار نووگورود را به دست آورند.